# Comuna Fântânele, Prahova
Fântânele (în trecut, Fântânelele) este o comună în județul Prahova, Muntenia, România, formată din satele Bozieni și Fântânele (reședința).

## Așezare
Comuna se află în estul Prahova, în zona de contact dintre Câmpia Mizilului, subdiviziune a sectorului Câmpia Bucureștilor, și Dealu Mare, componentă a Piemontului Subcarpaților de Curbură. Se învecinează la nord-est cu comuna Vadu Săpat, la sud-est cu orașul Mizil și la vest cu comuna Ceptura.
Se mărginește la sud cu șoseaua națională DN1B, care leagă Ploieștiul de Buzău. Lângă Fântânele, acest drum se intersectează cu șoseaua județeană DJ149, care duce spre sud-est la Baba Ana. În satul Fântânele, DJ149 se termină în DJ102K, drum ce duce spre vest la Ceptura și Urlați, și spre est la Vadu Săpat și Gura Vadului. La Fântânele, din DJ102K se ramifică șoseaua județeană DJ138, care duce spre nord la Tătaru.

## Demografie
Componența etnică a comunei Fântânele
     Români (95,66%)
     Alte etnii (0%)
     Necunoscută (4,34%)
Componența confesională a comunei Fântânele
     Ortodocși (94,56%)
     Alte religii (0,71%)
     Necunoscută (4,72%)
Conform recensământului efectuat în 2021, populația comunei Fântânele se ridică la 1.821 de locuitori, în scădere față de recensământul anterior din 2011, când fuseseră înregistrați 1.953 de locuitori. Majoritatea locuitorilor sunt români (95,66%), iar pentru 4,34% nu se cunoaște apartenența etnică. Din punct de vedere confesional, majoritatea locuitorilor sunt ortodocși (94,56%), iar pentru 4,72% nu se cunoaște apartenența confesională. Aproape toată populația este concentrată în satul Fântânele, în timp ce satul Bozieni mai avea în 2008 un singur locuitor.

## Politică și administrație
Comuna Fântânele este administrată de un primar și un consiliu local compus din 11 consilieri. Primarul, Constantin Nițu[*], de la Partidul Social Democrat, este în funcție din 2016. Începând cu alegerile locale din 2024, consiliul local are următoarea componență pe partide politice:
|  | Partid                          | Consilieri | Componența Consiliului | Componența Consiliului | Componența Consiliului | Componența Consiliului | Componența Consiliului |
|  | ------------------------------- | ---------- | ---------------------- | ---------------------- | ---------------------- | ---------------------- | ---------------------- |
|  | Partidul Social Democrat        | 5          |                        |                        |                        |                        |                        |
|  | Partidul Români pentru România  | 1          |                        |                        |                        |                        |                        |
|  | Partidul Mișcarea Populară      | 1          |                        |                        |                        |                        |                        |
|  | Partidul România în Acțiune     | 1          |                        |                        |                        |                        |                        |
|  | Alianța pentru Unirea Românilor | 1          |                        |                        |                        |                        |                        |
|  | Partidul Național Liberal       | 1          |                        |                        |                        |                        |                        |
|  | Partidul Puterii Umaniste       | 1          |                        |                        |                        |                        |                        |

## Istorie
În 1871, Fântânele era o comună din plasa Cricov și avea o populație de 710 locuitori.
La sfârșitul secolului al XIX-lea, comuna se numea Fântânelele, făcea parte din plasa Cricovul a județului Prahova și era formată din satul Mazîli și cătunul Ungureni, totalizând 1112 locuitori. Comuna avea o școală înființată în 1879 în care în 1894 învățau 42 de elevi (din care 2 fete). Fiecare sat avea biserica lui, cea din Mazîli fiind fondată de frații Bozieni în 1786, iar cea din cătunul Ungureni, de Enuță și soția sa Ecaterina în 1802. În comună erau 2 mori cu aburi. La începutul secolului al XX-lea, satul Mazîli a căpătat denumirea de Fântânele, ca și comuna, iar Bozieni a devenit sat de sine stătător.
În perioada interbelică, comuna a fost arondată plasei Urlați din județul Prahova, iar în 1950 a trecut în raionul Urlați din regiunea Prahova și apoi în raionul Mizil din regiunea Ploiești. În 1968, în comuna Fântânele a fost inclus și teritoriul comunei Vadu Săpat, comuna redevenind parte a reînființatului județ Prahova. Comuna Vadu Săpat a fost reînființată în 2003.

## Monumente istorice
Cinci obiective din comuna Fântânele sunt incluse în lista monumentelor istorice din județul Prahova ca monumente de interes local. Trei dintre ele sunt situri arheologice: așezarea din secolele al V-lea–al VII-lea e.n. din vatra satului Bozieni; situl din „Cătunul de sub Deal”, datând din Epoca Bronzului; și situl de „pe Vâlcele” din zona satului Fântânele, cuprinzând așezări din neoliticul timpuriu (cultura Starčevo-Criș), neolitic (cultura Boian), secolele al IX-lea–al XI-lea și din Evul Mediu. Celelalte două sunt clasificate ca monumente de arhitectură: ruinele bisericii „Adormirea Maicii Domnului” a Mazililor (1786); și biserica „Adormirea Maicii Domnului” a Ungurenilor (1735–1750).